# Порлампійський мішок
Порлампійський мішок (фін. Porlammen motti, (24-31 серпня 1941 року) — оточення радянських військ біля села в Порлампі, які відступали з Виборга — частин 43-ї, 115-ї та 123-ї стрілецьких дивізій 23-ї радянської армії.

## Перебіг подій
20 серпня 1941 року 123-тя і 43-тя стрілецькі дивізії, підірвавши укріплення на кордоні південно-західніше, західніше та північно-західніше від Виборга за наказом Ставки, переслідувані фінськими частинами, почали відхід в район на північ від Виборга.
Протягом 24-26 серпня силами 115-ї і 123-ї стрілецьких дивізій з району на південь від Виборга в східному напрямку було здійснено контрудар на Вуосалмі із завданням ліквідувати плацдарм, створений фінськими військами. Контрудар був відбитий, і 26 серпня радянські війська перейшли до оборони. Увечері 25 серпня фінські війська, захопивши станцію Кямяря, перерізали залізницю Виборг — Ленінград, а 26 серпня — Середньо-Виборгське шосе поблизу Хумола (Huumola).
З іншого боку Виборга фінські частини того ж дня форсували Виборзьку затоку і перерізали Приморські залізницю й шосе. Частини 123-ї (два батальйони 272-го стрілецького полку і обоз дивізії) і 43-ї стрілецьких дивізій (з приданими двома дивізіонами 101-го гаубичного артилерійського полку), а також залишки 115-ї стрілецької дивізії виявилися в оточенні південніше Виборга в лісовому масиві між селами Порлампі і Мятсякюля.
Оточеним військам було наказано самостійно виходити з оточення; частині військ вдалося пробитися до селища Койвісто, звідки вони перебралися на острів Бьорк (в сучасності Березові острови), що оборонялися частинами Виборзького укріпленого сектора берегової оборони.
2 вересня двома транспортами, що підійшли до молу Койвісто, було евакуйовані в Кронштадт близько 6000 бійців, командирів і політпрацівників. У числі полонених в Порлампі був й командир 43-ї стрілецької дивізії генерал-майор В. В. Кірпічніков
У той же час в центральній і західній частинах перешийка відступ перетворився на втечу, під час якого частини і з'єднання 23-ї армії втратили майже всю зброю, бойову техніку та зазнали значних втрат в особовому складі. За свідченнями фінів радянські війська, що відступали і проривалися з оточення (переважно підрозділи 123-ї стрілецької дивізії з приданими частинами, залишки 265-ї стрілецької дивізії і окремі групи з 43-й і 115-ї стрілецьких дивізій) здійснювали жорстокий опір в боях в районі населених пунктів Вярякоскі (нині не існує), Кямярі, Хотакка, Лейпясуо, Сумма-Хотінен, Каукярві, Уусікіркка.

## Втрати
У боях біля Порлампі загальні втрати частин радянських військ склали вбитими до 7000 осіб, в полоні опинилося 9000 осіб.
Як військові трофеї фінські сили захопили 164 гармати різного калібру (з них 152-мм понад 40 штук), 27 мінометів, 91 кулемет, 21 танк, 6 бронеавтомобілів, 146 тракторів, 457 вантажних автомобілів (переважно в несправному стані), 31 легковий автомобіль, понад 1000 возів й 3000 коней.